# Стан Иоан Пэтраш
Стан Иоа́н Пэтра́ш (рум. Stan Ioan Pătraș, 1908, Сэпынца, Марамуреш, Австро-Венгрия — 1977, Сэпынца, Марамуреш, Румыния) был румынским резчиком по дереву, народным художником, создателем крестов для Весёлого кладбища в Сэпынце. Творчество Пэтраша гармонично интегрируется в народное искусство Марамуреша.

## Биография
Стан Иоан Пэтраш родился в 1908 году в коммуне Сэпынца, жудец Марамуреш, в семье с традицией художественной обработки дерева. С юности его привлекали скульптура, живопись и поэзия, и в возрасте 14 лет он начал вырезать дубовые кресты.
В 1935 году Стан Иоан Пэтраш создал первое надгробие на кладбище в своем родном селе. К 1936 году он уже отточил свой стиль: надгробия стали у́же, он начал рисовать на них рельефные фигуры, используя яркие цвета, полученные из натуральных пигментов. Основным цветом, который он использовал, был синий, впоследствии получивший название «синий из Сэпынца» (рум. Albastru de Săpânța).
Стан Иоан Пэтраш был многогранным народным мастером, создававшим различные художественные изделия: вешалки, стулья, шкафы, полки, ложки и монументальные работы, такие как придорожные кресты и ворота. Свой собственный дом oн украсил ярко окрашенной деревянными скульптурами.
Стан Иоан Пэтраш скончался в 1977 году в возрасте 69 лет. Его ученик Думитру Поп-Тинку продолжил дело учителя и позднее превратил его дом в мастерскую и музей.

## Весёлое кладбище
До 1977 года Стан Иоан Пэтраш сделал около 700 крестов на православном кладбище Сэпынца. Под названием «Весёлое кладбище» оно получило известность во всем мире и стало одной из достопримечательностей Марамуреша и Румынии.

## Синий из Сэпынца
Характерный насыщенный синий цвет, «Albastru de Săpânţa», ассоциируемый со Станом Иоаном Пэтраш и Весёлым кладбищем, имел своих предшественников в регионе. Специалистам известен синий пигмент на основе азурита в монастыре XV века Воронец в соседней Буковине — рум. Albastru de Voroneţ. Дома в Марамуреше традиционно красились снаружи и внутри в синий цвет с использованием пигмента из цветков пролески двулистной. Насыщенный синий цвет присутствует в народных костюмах Марамуреша.
Фолк-певицы из Марамуреша Сузана и Дачиана Влад создали линию одежды «Руральный синий», вдохновленную стилистикой «Albastru de Săpânţa» и Весёлого кладбища.

### Комментарии
1. ↑  рум. Dumitru Pop-Tincu (1955—2022).
2. ↑  рум. Cimitirul vesel.
3. ↑  Весёлое кладбище вошло в т. н. список семи чудес Румынии[англ.].
4. ↑  рум. mnieriu (mieriu) на местном диалекте.
5. ↑  рум. Albastru rural.